# Galmudug
Galmudug és un estat autònom del centre de Somàlia, definit com a secular i descentralitzat. La seva capital és Galkacyo del Sud (la part nord de la ciutat, i l'aeroport situat a la part sud, estan en mans de Puntland).

## Geografia
Limita al nord amb Puntland (Nugaal), a l'oest amb Etiòpia, a l'est amb l'oceà Índic i al sud amb Hiiraan i Shabeellaha Dhexe. El formarien les antigues regions de Galguduud i Mudug, però la primera està en mans de l'Aliança pel Nou Alliberament de Somàlia o en mans de clans locals com els habar gedir, algun neutrals i altres que teòricament donen suport al Govern Federal de Transició (GFT). Basat en la carta d'aquest organisme, Galmudug busca el seu reconeixement com a estat autònom i no com a estat independent.
La seva superfície teòrica seria d'uns 100.000 km². Els tres districtes que controla parcialment, erigits ara en regions del nou estat, són Galkacyo, Hobyo i Harardhere. La població és majoritàriament dels hawiye (subclans dels habar gedir, abgaal, murursade, duduble, dir, shiikhaal i madhibaan), i es creu que controla unes 500.000 persones. Aquest estat fou a la segona meitat del segle xix i fins al 1925 el sultanat d'Hobyo i després part de la Somàlia Italiana (1925-1960, amb un període d'administració militar britànica del 1941 al 1950 i com a mandat de l'ONU del 1950 al 1960) i de la República de Somàlia (1960-2006, sota el govern central del 1960 al 1991, i sota el poder dels clans del 1991 al 2006)

## Història
Fins al 6 de juny del 2006 els clans locals van estar aliats o dominats pels senyors de la guerra de Mogadiscio. Aquestes regions van ser oblidades en totes les iniciatives de negocis. En canvi es reclutaven molts milicians i es compraven les collites que es portaven i venien a millor preu a Mogadiscio.
El 6 de juny la Unió de Corts Islàmiques de Somàlia entrava a Mogadiscio i també dominava tota la regió de Shabeellaha Dhexe. Així les regions de Galguduud i Mudug van quedar aïllades dels senyors de la guerra de Mogadiscio i en general del Govern Federal de Transició que encara mantenia part de Jubaland i Baidoa i alguns altres enclavaments. La iniciativa de l'autonomia fou del clan sacad, encoratjat per l'èxit de l'autonomia a Somalilàndia i a Puntland.
El 14 d'agost de 2006 els clans sacad, dir, shikhal i hillibi (murusade) per mitjà dels seus ancians i caps, van proclamar l'autonomia a Galkacyo. Mohamed Warsame Ali, àlies Kiimiko fou elegit president. El nom de l'estat fou una combinació dels noms de Galgaduud i Mudug. Les ciutats principals eren Galkacyo del Sud, Galinsoor i Bandiradley. Hobyo i Harardhere, com a parts de Mudug, n'havien de fer part però de moment restaven en poder dels clans locals i de les milícies de pirates. El 16 d'agost del 2006 la Unió de Corts Islàmiques es va acostar a les dues ciutats i va exigir el final de la pirateria; els caps de clan van negociar amb els islamistes però finalment van optar per entrar a Galmudug. Els islamistes van iniciar llavors atacs (octubre) i van entrar a les dues ciutats el novembre del 2006 per impedir la unió a l'estat autònom. També van entrar a Galinsoor, Bandiradley i a la base del senyor de la guerra sacad, Abdi Qeybdiid, a Abudwaq (una ciutat dels marehan) entre novembre i desembre.
A la segona meitat de desembre una força etíop i del Puntland va ajudar a Abdi a mantenir el control de Galkacyo, la principal ciutat de la regió (a més la part nord d'aquesta ciutat estava sota control de Puntland). Els aliats van rebutjar als islamistes. A primers de gener del 2006, amb ajut de forces etíops i del Puntland, les forces de Galmudug dirigides pels senyor de la guerra dels sacad, Abdi Qeybdiid, van expulsar els islamistes de Bandiradley, Galinsoor, Hobyo i Harardhere i van imposar la pertinença d'aquestos dos territoris al govern Federal de Transició (GFT). L'estatus de Galmudug és poc clar, excepte Galinsoor administrada per les forces de l'estat. La debilitat del GFT el 2008 sembla que ha deixat altre cop virtualment autònoms els districtes d'Hobyo i Harardhere i consolidat l'existència de Galmudug amb aquests o sense.

## Regions i districtes
- Mudug
  - South Galkacyo (Capital)
  - Galinsoor
  - Bandiiradley
  - Algula
  - Bitale
  - Dinowda
- Hobyo
  - Hobyo
  - Afbarwaaqo
  - Wisil
  - Bacaadweyne
  - Qaydaro
  - Ceeldibir
  - Xingod
- Harardhere
  - Harardhere

## Reconstrucció
El govern de l'estat ha arranjat la carretera entre Galinsoor i Galkacyo. També ha obert alguns serveis incloent algunes escoles. Té un projecte per construir un port modern a Hobyo. Les forces policials i militars de l'estat només s'han desplegat a Galkacyo, Bandiradley i Galinsoor, i a la resta la feina correspon a milícies locals.